# Бауэр, Вероника
Вероника Ба́уэр (англ. Veronika Bauer; род. 3 марта 1977 года, Ванкувер, Британская Колумбия, Канада) — канадская фристайлистка, участница олимпийских игр 2002, 2006, 2010 годов. Чемпионка мира по фристайлу в акробатике (2001), серебряный призёр (2003).

## Биография
Перед тем как перейти во фристайл и акробатику Вероника Бауэр занималась гимнастикой и трамплином. В частности, в 1994 году она стала чемпионкой Онтарио в прыжках на трамплине. Спортсменка не очень любит зиму и хотела бы жить на пляже.
Является первой женщиной, которая выполнила два различных (triple twisting doubles) на соревнованиях.

## Спортивная карьера
Вероника Бауэр дебютировала на кубке в сезоне 1997—1998 годов. В сезоне 1999/2000 сумела впервые подняться на подиум, завоевав бронзу в Mt. Buller (Австрия). Повторила своё достижение в следующем сезоне, завоевав бронзу и серебро на австрийском этапе. В сезоне 2001—2002 годов Бауэр впервые удалось подняться на высшую ступеньку пьедестала почёта, это произошло в Лейк-Плесиде (США). По результатам следующего сезона стала третьей в зачёте кубка мира по аэробике, чему способствовали победы на трёх этапах по ходу сезона и одно третье место. Продолжала подниматься на подиум в сезонах 2003—2004 годов (два вторых места и одно третье), 2004—2005 годов (одно второе место и одно третье), 2005—2006 годов (одно второе место и одно третье), 2006—2007 годов (одно третье). В сезоне 2007—2008 годов не смогла подняться на подиум, лучшим результатов стало 8-е место в Inawashiro (Япония). В следующем сезоне стала третьей на этапе в Adventure Mountain (Китай), не соревновалась шесть месяцев.
Вероника Бауэр принимал участие в 5 чемпионатах мира. Она стала 6-й в 1999 году, выиграла золото в 2001 году и серебро в 2003 году, стала 11-й в 2005 году и 7-й в 2007 году. На олимпийских играх Вероника Бауэр дебютировала в 2002 году, где стала 10-й в акробатике, на играх 2006 года спортсменка стала 12-й, а на домашней олимпиаде заняла 15-е место.